# Domingos Sávio dos Santos
Domingos Sávio dos Santos (* 1. Februar 1998) ist ein Mittelstreckenläufer aus Osttimor.
Santos trat bei den II. Olympischen Jugend-Sommerspielen 2014 in Nanjing (Volksrepublik China) auf der 800-Meter-Distanz an und erreichte den 17. Platz. Als Mitglied des gemischten Teams 017 gewann er über 8 × 100 m die Bronzemedaille, die sich allerdings nicht im Medaillenspiegel bei Osttimor wiederfindet. Bei der Abschlussfeier trug Santos die Flagge Osttimors.
Im Jahr darauf stellte Santos in Singapur bei den Südostasienspiele 2015 über 400 Meter mit 50,79 Sekunden einen neuen osttimoresischen Rekord auf, erreichte damit aber nur Platz 6, ebenso über 800 Meter.